# Sunne socken, Värmland
Sunne socken i Värmland ingick i Fryksdals härad, uppgick 1963 i Sunne köping och området ingår sedan 1971 i Sunne kommun och motsvarar från 2016 Sunne distrikt.
Socknens areal var 572,73 kvadratkilometer varav 517,35 land (Köpingens område inräknad). År 2000 fanns här 8 891 invånare.  Tätorterna Sunne med sockenkyrkan Sunne kyrka och Rottneros med Rottneros herrgård samt det tidigare järnbruket Stöpafors ligger i socknen.   

## Administrativ historik
Socknen har medeltida ursprung. Före 23 oktober 1891 var namnet Sunds socken. 1751 utbröts Gräsmarks socken.
Vid kommunreformen 1862 övergick socknens ansvar för de kyrkliga frågorna till Sunne församling och för de borgerliga frågorna bildades Sunne landskommun. 1920 bröts Sunne köping ut ur landskommunen och i samband med kommunreformen 1952 gick de båda landskommunerna Västra Ämtervik och Östra Ämtervik upp i Sunne landskommun och Stora Sunne landskommun bildades. 1963 inkorporerades denna i sin tur i Sunne köping och hela området gick sedan 1971 upp i Sunne kommun.
1 januari 2016 inrättades distriktet Sunne, med samma omfattning som församlingen hade 1999/2000.
Socknen har tillhört län, fögderier, tingslag och domsagor enligt vad som beskrivs i artikeln Fryksdals härad. De indelta soldaterna tillhörde Värmlands regemente, Livkompaniet.

## Geografi
Sunne socken ligger nordväst om Karlstad omkring södra delen av Övre Fryken och norra delen av Mellanfryken och med Rottnen i väster. Socknen har odlingsbygd utmed sjöarna och är i övrigt en kuperad skogsbygd.
Området genomkorsas av europaväg 45.

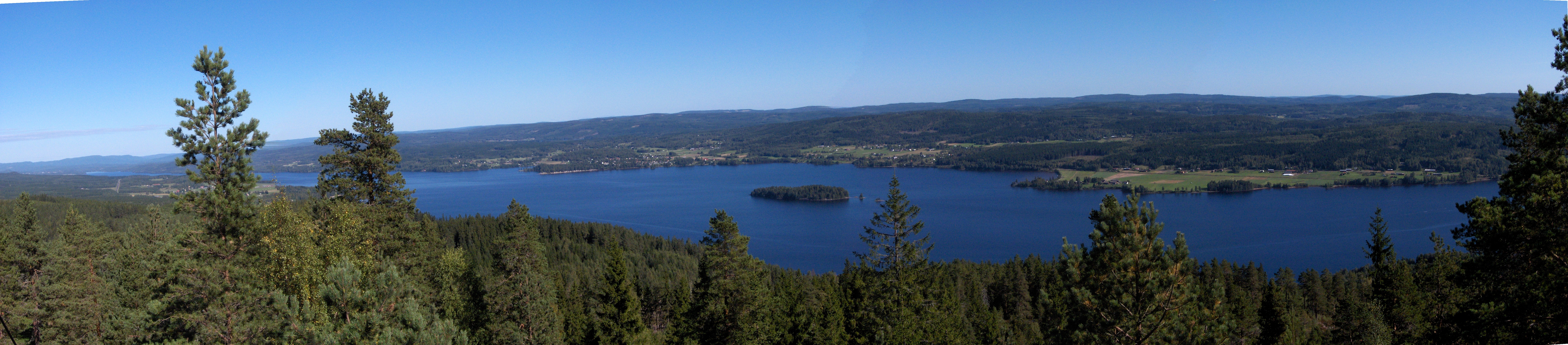
Utsikt från Tossebergsklätten i Sunne socken. På andra sidan Fryken, samt strax norr om klätten (vänster i synfältet) syns Lysviks socken och längst till vänster i bild Fryksände socken.

### Hemman
| - Altjärn (el. L.Bonäs) - Angersby - 1, kr, 1540 - Arneby N. - 1, sk, 1540 - Arneby S. - 1, sk, 1540 - Arnstorp (Jangshöjden), 1/4, sk, 1624 - Arvidstorp - 1/8, kr, 1634 - Askersby - 1, sk, 1540 - Askerud - 1, sk, 1540 - Backa - 1/3, sk, 1572 - Backetorp - 1/2, sk, 1600 - Baggetorpet (Rottneros) - Berga - 1, sk, 1540 - Bergskog - 1/2, kr, 1540 - Bergstorpet (Rottneros) - Björserud - 1/3, sk, 1576 - Boberg - 1/8, sk, 1634 - Bolåsen (Prästgården) - Bonäs L. (Gårdsjö ?) - Borgeby N. - 1, sk, 1540 - Borgeby S. - 1, sk, 1540 - Boseby - 1/3, sk, 1581 - Bryggegården - 1/3, sk, 1606 - Brårud - 1, fr, 1540 - Bråruds säter - Bråsstorp - 1, sk, 1540 - Bräckan - 1/3, sk, 1583 - By - 1, sk, 1540 - Bäck (N. Skogen) - 1/3, sk, 1590 | - Bäckebråten - 1/4. sk, 1634 - Bössesmedstorpet (Prästgården) - Ed - 1, sk, 1540 - Esbjörke - 1, sk, 1564 (1509) - Forsnäs S. (Skarped) - 1/4, sk, 1564 - Gersbyn (Sundsberg) - 1, fr, 1540 - Getnäs - 1/4, sk, 1617 - Gettjärn - 1/2, sk, 1564 - Gjutaregården - 1, sk, 1540 - Guldsmedstorpet (Rottneros) - Gullsby - 1/2, sk, 1564 - Gunnarsby - 1, sk, 1540 - Gunnerud - 1, sk, 1540 - Gylleby - 1, fr, 1540 - Gårdsjö (Gårdsrud), 1/2, sk, 1540 - Göstorpet (Rottneros) - Hastersby - 1, sk, 1540 - Hedåsen - 1/8, sk, 1620 - Holmby - 1/3, sk, 1600 - Huseby - 1/3, sk, 1585 - Hån - 1/2, sk, 1581 - Hägerud - 1/3, sk, 1581 - Häljeby - 1, fr, 1540 - Hälleberg - 1, sk, 1540 - Hälserud - 1, sk, 1540 - Högen - 1/2, sk, 1581 - Högforsen - 1/4, sk, 1606 - Hökerud (Hökhult) - 1/4, sk, 1617 | - Ingeborgjorden - 1, sk, 1540 - Ingersby(torp) V. - 1/3, sk, 1540 - Ingersby Ö. - 1/3, sk, 1590 - Ivarsbjörke (el. Björke) - 1, sk, 1509 - Jangshöjden, se Arnstorp - Karsbol (Kålsboda) - 1/3, sk, 1583 - Katterud - 1/4, sk, 1606 - Klockaregården - 1, kr, 1600 - Kolartorpet (Gylleby) - Kolartorpet (Rottneros) - Lilltorp - 1/4, sk, 1618 - Lunden (el. Stöpsjöskogen) - Lövåsen - 1/8, sk, 1661 - Maggeby - 1, sk, 1540 - Mellby - 1/4, sk, 1603 - Munkebacka - 1/3, sk, 1600 - Mörkerud - 1/4, kr, 1582 - Näs N. - 1/2, sk, 1540 - Orretorp (Rottneros) - Persby - 1/4, sk, 1603 - Prästgården - 1½, kr, - Pålsby - 1/4, sk, 1602 - Pörte (Tvärån, Östanbjörke) - Ransjötorp (Prästgården) - Ribbenäs - 1/2, sk, 1540 - Rottneros - 1, fr, 1509 (1435) - Rådom - 1, sk, 1540 - Råmyren - 1/8, kr, 1621 | - Röberg - 1/2, sk, 1540 - Sannäs (Getnäs) - Simrud - 1/4, sk, 1617 - Skinnargården - 1, kr, 1540 - Skinnarsbacka - 1/3, sk, 1600 - Skinnerud - 1/4, sk, 1606 - Skogsberg - 1/4, sk, 1630 - Skrötingerud - 1/2, sk, 1564 - Skäggeberg - 1, sk, 1540 - Spelnäs - 1, sk, 1540 - Spelnästorp - 1/8, sk, 1634 - Stensjön (Stentjärn) - 1/4, sk, 1644 - Stöpsjöskogen (under Bergskog) - Sundstorp - 1/8, sk, 1610 - Svartserud - 1/4, sk, 1631 - Svenstorp - 1/3, sk, 1600 - Svineberg - 1, sk, 1540 - Såneby N. - 1, sk, 1540 - Såneby S. - 1, sk, 1540 - Sånebytorp (Male) - 1/4, sk, 1630 - Säter (S. Skogen) - 1/4, sk, 1624 - Sätterstad - 1/8, sk, 1676 - Tjustersby - 1, sk, 1540 - Tomthult - 1/8, sk, 1634 - Toneby - 1, sk, 1540 - Tonerud - 1/3, sk, 1564 - Torsby - 1, sk, 1540 - Tosseberg - 1, sk, 1540 | - Trädgårdsmästartorpet (Rottneros) - Tväråna (Pörte, Östanbjörke) - Ulvsbjörke (Ivarsbjörke) - Ulvsby - 1, sk, 1540 - Ulvstorp (Ivarsbjörke) - Viken (el. Bråten) - 1/3, sk, 1583 - Vitteby - 1/2, sk, 1564 - Vänviken (N. Viken) - 1/8, sk, 1624 - Västansjö - 1, sk, 1540 - Vävaretorpet (Prästgården) - Åleby - 1, kr, 1540 - Åmberg N. - 1/2, kr, 1540 - Åmberg S. - 1, sk, 1540 - Åna N. - 1/2, sk, 1540 - Åna S. - 1/3, sk, 1606 - Årnäs - 1/8, sk, 1653 - Årås - 1/3, sk, 1609 - Ås - 1/2, sk, 1540 - Öjervik - 1, kr, 1457 - Önsby - 1/3, sk, 1600 - Östanbjörke - 1, sk, 1540 - Östanås - ½ |

## Fornlämningar
Från stenåldern har boplatser påträffats. Från bronsåldern finns cirka 75 gravrösen. Från järnåldern finns tre gravfält.

## Namnet
Namnet skrevs 1363 Sundy och syftar på sundet mellan Frykesjöarna.

## Befolkningsutveckling
| Befolkningsutvecklingen i Sunne socken, Värmland 1750–1990                                               | Befolkningsutvecklingen i Sunne socken, Värmland 1750–1990 | Befolkningsutvecklingen i Sunne socken, Värmland 1750–1990 | Befolkningsutvecklingen i Sunne socken, Värmland 1750–1990 | Befolkningsutvecklingen i Sunne socken, Värmland 1750–1990 |
| --- | ---------------------------------------------------------- | ---------------------------------------------------------- | ---------------------------------------------------------- | ---------------------------------------------------------- |
| |                                                            |                                                            |                                                            |                                                            |
| År |                                                            |                                                            | Folkmängd                                                  |                                                            |
| 1750 | 1750                                                       |                                                            | 3 865                                                      |                                                            |
| 1760 | 1760                                                       |                                                            | 4 059                                                      |                                                            |
| 1769 | 1769                                                       |                                                            | 4 753                                                      |                                                            |
| 1780 | 1780                                                       |                                                            | 5 211                                                      |                                                            |
| 1790 | 1790                                                       |                                                            | 5 582                                                      |                                                            |
| 1800 | 1800                                                       |                                                            | 6 082                                                      |                                                            |
| 1810 | 1810                                                       |                                                            | 6 157                                                      |                                                            |
| 1820 | 1820                                                       |                                                            | 6 860                                                      |                                                            |
| 1830 | 1830                                                       |                                                            | 7 839                                                      |                                                            |
| 1840 | 1840                                                       |                                                            | 8 764                                                      |                                                            |
| 1850 | 1850                                                       |                                                            | 9 917                                                      |                                                            |
| 1860 | 1860                                                       |                                                            | 10 757                                                     |                                                            |
| 1870 | 1870                                                       |                                                            | 11 248                                                     |                                                            |
| 1880 | 1880                                                       |                                                            | 11 742                                                     |                                                            |
| 1890 | 1890                                                       |                                                            | 10 590                                                     |                                                            |
| 1900 | 1900                                                       |                                                            | 9 935                                                      |                                                            |
| 1910 | 1910                                                       |                                                            | 10 119                                                     |                                                            |
| 1920 | 1920                                                       |                                                            | 10 942                                                     |                                                            |
| 1930 | 1930                                                       |                                                            | 10 805                                                     |                                                            |
| 1940 | 1940                                                       |                                                            | 10 240                                                     |                                                            |
| 1950 | 1950                                                       |                                                            | 9 946                                                      |                                                            |
| 1960 | 1960                                                       |                                                            | 9 314                                                      |                                                            |
| 1970 | 1970                                                       |                                                            | 8 357                                                      |                                                            |
| 1980 | 1980                                                       |                                                            | 8 322                                                      |                                                            |
| 1990 | 1990                                                       |                                                            | 8 737                                                      |                                                            |
| Anm: Källor: Umeå universitet - Tabellverket 1749-1859, Demografiska databasen, CEDAR, Umeå universitet. |                                                            |                                                            |                                                            |                                                            |